# Русивельська сільська рада
Русивельська сільська́ ра́да — орган місцевого самоврядування в Гощанському районі Рівненської області. Адміністративний центр — село Русивель.

## Загальні відомості
- Русивельська сільська рада утворена в 1940 році.
- Територія ради: 36,266 км²
- Населення ради: 993 особи (станом на 2001 рік)

## Населені пункти
Сільській раді підпорядковані населені пункти:
- с. Русивель
- с. Пашуки

## Склад ради
Рада складається з 14 депутатів та голови.
- Голова ради:
- Секретар ради: Качурець Валентина Петрівна

### Керівний склад попередніх скликань
| ПІБ                            | Основні відомості                                    | Дата обрання | Дата звільнення |
| ------------------------------ | ---------------------------------------------------- | ------------ | --------------- |
| Невірковець Мирослава Іванівна | Сільський голова, 1969 року народження, позапартійна | 26.03.2006   | 31.10.2010      |
| Панасюк Сергій Васильович      | Сільський голова, 1962 року народження, безпартійний | 31.10.2010   | 15.08.2014      |

Примітка: таблиця складена за даними сайту Верховної Ради України